# Acisoma trifidum
Acisoma trifidum é uma espécie de libelinha da família Libellulidae.
Pode ser encontrada nos seguintes países: Angola, Camarões, República Centro-Africana, República do Congo, Costa do Marfim, Guiné Equatorial, Gâmbia, Gana, Guiné, Guiné-Bissau, Libéria, Nigéria, Serra Leoa, Togo, Uganda, Zâmbia, possivelmente Burundi, possivelmente Quénia e possivelmente em Tanzânia.
Os seus habitats naturais são: florestas subtropicais ou tropicais húmidas de baixa altitude, rios, rios intermitentes, áreas húmidas dominadas por vegetação arbustiva, marismas de água doce e marismas intermitentes de água doce.
Está ameaçada por perda de habitat.